# Francesco Novara
Francesco Novara (Torino, 10 maggio 1923 – Torino, 23 gennaio 2009) è stato uno psicologo del lavoro italiano.
Dopo la laurea in medicina frequenta un corso di specializzazione in psicologia all'Università di Torino, quindi  comincia ad operare come psicologo nei centri di medicina del lavoro.
A partire dal 1955 inizia la sua collaborazione con il centro di psicologia Olivetti fondato da Cesare Musatti, il padre della psicologia del lavoro italiana, e ne diviene il responsabile dal 1974.
Esperto delle tematiche di stress manageriale, ha svolto moltiplici attività di consulenza ed assistenza nei confronti di aziende ed enti nel campo dell'organizzazione del lavoro. All'attività professionale ha affiancato l'attività accademica con corsi e master tenuti presso diverse università italiane e francesi.
Nel 1998 è stato insignito di una Laurea honoris causa in Psicologia dall'Università di Bologna.

## Opere
- C. Musatti, G. Baussano, F. Novara, R. A. Rozzi – Psicologi in fabbrica (la psicologia del lavoro negli stabilimenti Olivetti) – Giulio Einaudi Editore, 1980
- M. Fulcheri, Novara F. – Stress e manager Un riesame della letteratura e una ricerca sul campo – Quaderni della Fondazione Adriano Olivetti, 1992
- F. Novara – Liberare il lavoro – Guerini e Associati, 1997
- F. Novara, G. Sarchielli – Fondamenti di psicologia del lavoro – Il Mulino, 1996
- F. Novara – Uomini e Lavoro alla Olivetti – Bruno Mondadori, 2005